# Dryopteris sessilipinna
Dryopteris sessilipinna là một loài dương xỉ trong họ Dryopteridaceae. Loài này được Ching & P.C. Chiu mô tả khoa học đầu tiên năm 1987.
Danh pháp khoa học của loài này chưa được làm sáng tỏ. 